# Romana Adamczak
Romana Halina Adamczak z domu Wośkowiak lub Waśkowiak (ur. 16 października 1939 w Śmiglu) – polska działaczka partyjna i państwowa, ekonomistka, I sekretarz Komitetu Powiatowego w Nowej Soli i Komitetu Miejskiego PZPR w Zielonej Górze (1976–1978), wicewojewoda zielonogórski (1975–1976).

## Życiorys
Córka Romana i Ireny. Absolwentka Akademii Ekonomicznej w Poznaniu. Kształciła się też na szkoleniu w Wyższej Szkole Partyjnej KPZR w Moskwie (1971) oraz na kursie dla I sekretarzy Komitetów Powiatowych przy KC PZPR (1974). W latach 1981–1982 słuchaczka podyplomowego studium stosunków międzynarodowych w Wyższej Szkole Nauk Społecznych przy KC PZPR.
W 1963 wstąpiła do Polskiej Zjednoczonej Partii Robotniczej. Należała do egzekutywy OOP PZPR „Zastal” w Zielonej Górze, w 1970 została lektorem Komitetu Wojewódzkiego w tym mieście. W latach 1970–1973 sekretarz ds. ekonomicznych, a w latach 1973–1975 – I sekretarz Komitetu Powiatowego PZPR w Nowej Soli. Od czerwca 1975 do maja 1976 pełniła funkcję wicewojewody zielonogórskiego. Następnie od 1976 do 1978 pozostawała I sekretarzem Komitetu Miejskiego w Zielonej Górze, a od 1978 do 1981 była sekretarzem w Komitecie Wojewódzkim w tym mieście. W III RP związana z zielonogórskim oddziałem Polskiego Towarzystwa Ekonomicznego.